# Pîrjolteni
Ir a la navegación
Ir a la búsqueda
Pîrjolteni es una comuna y localidad de Moldavia en el distrito (raión) de Călărași.

## Geografía
Se encuentra a una altitud de 158 m s. n. m. a 61 km de la capital nacional, Chisináu.

## Demografía
En el censo 2014 el total de población de la localidad fue de 1 560 habitantes.